# 세빛섬
세빛섬(Some Sevit)은 2006년 서울 시민 김은성의 제안으로 서울시에서 수익형 민자사업(BOT)으로 만든 인공섬이다. 한강에 색다른 수변(水邊) 문화를 체험할 수 있는 랜드마크를 만들어 보자는 의도에서 기획되었다. 가빛섬, 채빛섬, 솔빛섬, 예빛섬의 네 구조물로 구성되어 있으나 공식 소개에서는 예빛섬을 뺀 나머지 세 구조물을 세빛섬 구성원으로 소개하고 있다. 주 시공사로는 (주)대우건설이 있고, (주)진흥기업, STX건설도 시공에 참여했다.
세빛섬 지분 57%를 소유한 최대주주인 (주)세빛섬은 효성그룹의 계열사이다.

## 세빛섬 소개
세빛섬의 서울의 중심인 한강에 색다른 수면문화를 즐길수 있는 랜드마크로 조성된 복합 문화 공간이다.
세계최초로 물위에 떠있을 수 있는 부체위에 건물을 짓는 플로팅형태의 건축물이다.

## 역사[6]
2006년 11월 시민 아이디어 공모하고 2009년 4월 공사가 시작되었다. 2010년 2월 6일 비바, 한강으로 이동하고 진수가 완료되었다. 5월 테라 진수가 완료되었고 6월 3일 비스타 진수가 완료되었다. 같은 월 남아공 월드컵 응원지로 지정되었다. 2010년 12월부터 2011년 2월말까지 SBS 아테나 전쟁의 여신을 촬영하였다.
2011년 5월 초에는 플로팅 아일랜드(Floating Island)였던 가칭을 세빛둥둥섬으로 확정하게 된다. 5월 21일 전망공간 개방하고 9월 그런데 임대사업체 비리, 부실설계 및 시공으로 폐장되었다.
2013년 9월 서울특별시와 효성그룹이 운영정상화에 합의하고 2014년 3월 《어벤져스: 에이지 오브 울트론》 촬영장소로 제공되었다.
2014년 5월 가빛섬이 개장되었다. 2014년 7월 세빛섬으로 이름이 변경되었다., 같은 날 채빛섬이 개장되었다. 10월 솔빛섬 개장으로 세빛섬 전면 개장했다. 2015년 3월 18일 예술의 전당과 상호협력을 위한 업무협약(MOU) 체결하였다.
2022년 2월 27일 건물을 비추는 우크라이나 국기가 있다.

## 각 섬의 특징
- 1섬 가빛섬(구 비스타): 공연장, 달빛산책로가 있으며, 공연문화의 섬이다.
- 2섬 채빛섬(구 비바): 3개의 섬 중에서 가장 먼저 완공된 섬이다. 문화체험시설이 있으며, 엔터테인먼트의 섬이다. 골든블루마리나가 이 곳에 위치해 있으며, 각종 요트 체험 프로그램과 튜브스터를 운영중에 있다.
- 3섬 솔빛섬(구 테라): 수상레저 시설이 있다.
- 미디어아트갤러리 예빛섬: 문화행사, 영상관람, 무대공간 등으로 활용된다.

## 운영방식
수익형 민자사업 중 BOT(Build-Operate-Transfer) 방식으로 건축되었다. 이 시설의 운영주체는 세빛섬의 최대주주인 (주)세빛섬으로, 20년간 운영한 뒤 서울특별시에 세빛섬을 기부채납할 예정이다.

## 운영상황
2014년 말 기준으로 평균 평일 1500명, 주말 3000명 정도의 방문객을 유치하였으며 어벤저스2 촬영 후 주말에 1만 명까지 증가하기도 하였다. 서울 시민들은 카페, 레스토랑, 결혼식장, 전시장 등으로 이곳을 활용하고 있다.
개장 후 호평에도 불구하고 주차장 이용의 어려움, 교통편의 부실함 등으로 접근성이 떨어진다는 지적이 나왔다.

## 논란
세빛섬은 컨벤션홀과 공연·전시 공간, 레스토랑, 수상레저시설 등을 갖춘 총면적 2만382m2, 3개의 인공섬으로 2011년 9월 전면 개방할 예정이었다. 그러나 운영 방식이 문제로 제기됐다. 사업의 운영은 CR101이라는 업체가 대행하는데, CR101은 세빛둥둥섬에 투자한 민간자본 '세빛섬'에 매달 10억8800만원, 연간 130억6400만원의 임대료를 지불해야 한다. CR101은 이렇게 25년 동안 3000억원 이상을 내야 하며 CR101은 적자를 면하기 위해 최대한 이익을 내야 한다. 이때문에 공공성은 사라지고 부유층을 위한 장소로 사용될 가능성이 있다는 것이다. 또한 이곳에서 열린 '모피쇼'도 동물보호단체들의 반발을 불러왔다. 2011년 SBS의 《TV 동물농장》에서 모피 제조 과정에서 산채로 동물의 가죽을 벗기는 실상이 보도되어 큰 충격을 준것도 한 원인이다. 또한 사업성 부분에서도 투자비용은 줄이고, 사업효과는 부풀리는 등의 문제가 감사원 조사 결과 드러났다. 감사원은 또한 민간 사업자에 특혜를 남발 400억원을 낭비했다고 밝혔다.
2013년 2월 대한변협 산하 지방자치단체 세금낭비조사 특별위원회는 세빛둥둥섬을 세금 낭비 사례로 지적하고 검찰에 오세훈 전 시장을 수사의뢰하였다. 이후 2014년 11월 서울중앙지검은 이를 무혐의 처분하였으며 그 이유를 '세빛섬의 소유권은 서울시에 있기 때문에 손해가 생긴다고 보기 어려우며, SH공사의 사업참여는 내부 절차를 밟아 이루어졌으므로 문제가 없고, 사업지연으로 채무가 발생하기는 했으나 2014년 개장하면서 해소되는 등 서울특별시는 금전적으로 손해를 입지 않았다.'라고 밝혔다.

## 특이 사항
- 플로팅 건축 기술이 응용되었다. 이 기술은 부유식 함체 위에 구조물을 올리는 것으로 장마철에 수위가 올라가도 물에 잠기지 않는다.[16]
- GPS를 이용한 계류안전시스템으로 건물의 수상 위치를 일정하게 유지하고 있다.[16]

## 갤러리

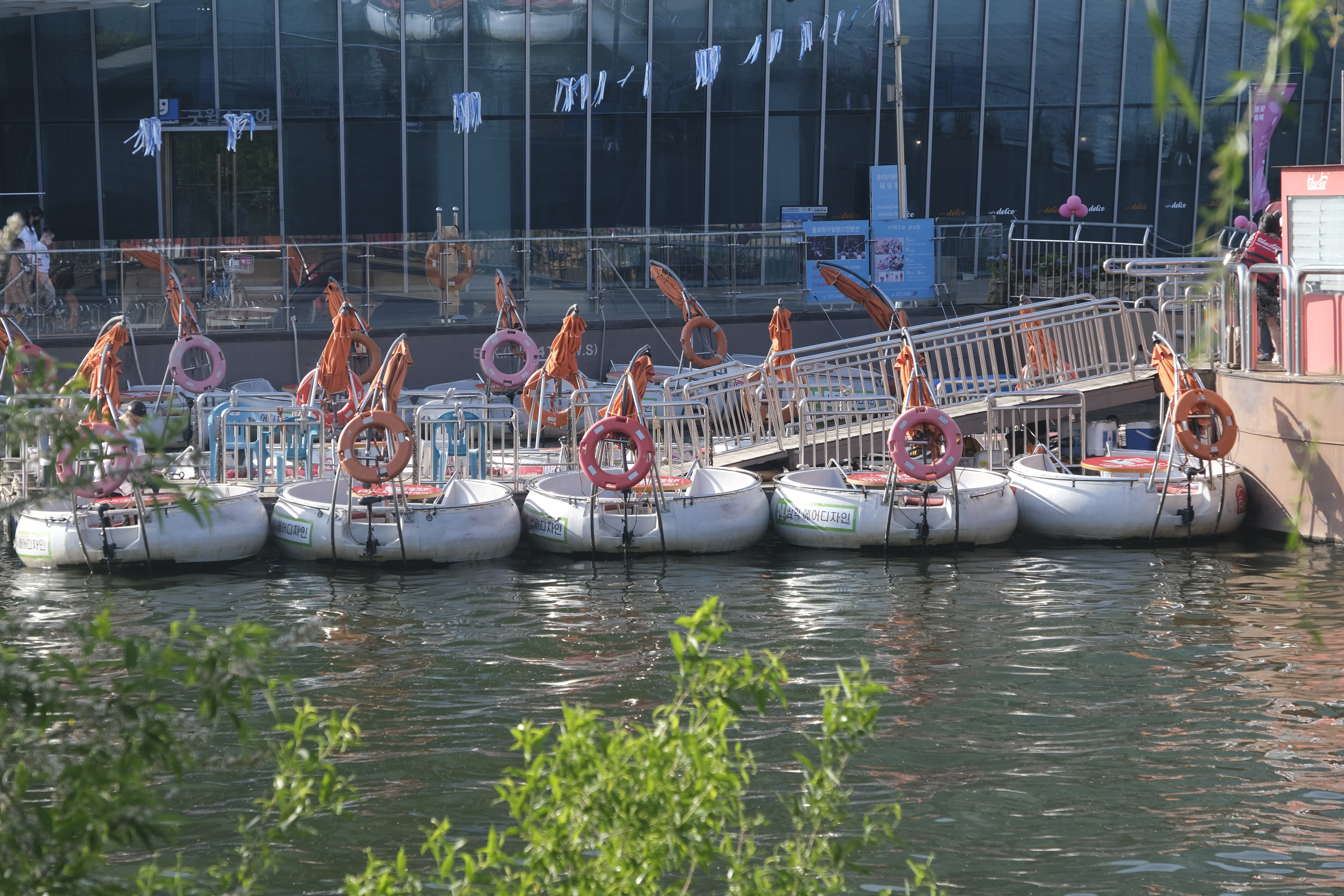
세빛섬 앞의 원형 보트

## 대중문화
- 2014년 3월 《어벤져스: 에이지 오브 울트론》 촬영장소로 제공되었다. 영화에서 세빛섬은 한국인 배우 수현이 연기하는 닥터 조의 연구실인 유진 유전공학 연구소(U-Gin Genetics Research Lab)가 나온다.[16] 촬영장소 제공에 힘입어 타국 관광객을 포함하여 방문객 수가 이전에 비해 크게 상승하였다.[17]

## 같이 보기
- 한강 르네상스 프로젝트
- 동대문 디자인 플라자